# Piet (Name)
Piet ist ein männlicher Vorname.  

## Herkunft und Bedeutung
Piet ist eine Kurzform des niederländischen männlichen Vornamens Pieter (abgeleitet von Peter).
Der Name ist vor allem im niederländischen Sprachraum (z. B. Niederlande, Flandern, Buren) sehr gebräuchlich, aber vereinzelt auch im deutschen Grenzgebiet zu den Niederlanden (u. a. Ostfriesland, Emsland, Grafschaft Bentheim, Niederrhein) anzutreffen.

## Namensträger

### Vorname
- Piet Bouman (1892–1980), niederländischer Fußballspieler
- Piet Dankert (1934–2003), niederländischer Politiker
- Piet Fransen (Fußballspieler) (1936–2015), niederländischer Fußballspieler
- Piet Hein (1905–1996), dänischer Mathematiker, Erfinder und Literat
- Piet Pieterszoon Heyn (1577–1629), holländischer Freibeuter und Volksheld
- Piet de Jong (1915–2016), niederländischer Politiker
- Piet Kee (1927–2018), niederländischer Organist
- Piet Keizer (1943–2017), niederländischer Fußballspieler
- Piet Kleine (* 1951), niederländischer Eisschnellläufer
- Piet Klocke (* 1948), deutscher Musiker, Kabarettist, Autor und Schauspieler
- Piet van Mever (1899–1985), niederländischer Komponist
- Piet Mondrian (1872–1944), niederländischer Maler
- Jann-Piet Puddu (* 2004), deutscher Kinderdarsteller
- Piet van Reenen (1909–1969), niederländischer Fußballspieler
- Pieter Retief (1780–1838), südafrikanischer Entdecker
- Piet Rooijakkers (* 1980), niederländischer Radrennfahrer
- Piet O. Schmidt (* 1970), deutscher Physiker
- Piet Schoenmakers (1919–2009), niederländischer Maler
- Piet Schrijvers (1946–2022), niederländischer Fußballtorhüter
- Piet Sielck (* 1964), deutscher Gitarrist, Sänger, Songwriter und Produzent
- Piet Stalmeier (1912–1990), niederländischer Komponist, Dirigent und Musiker
- Piet Steenkamp (1925–2016), niederländischer Politiker
- Piet Valkenburg (1888–1950), niederländischer Fußballspieler
- Piet van Wijngaarden (1898–1950), niederländischer Motorradrennfahrer
- Piet Zwart (1885–1977), niederländischer Typograf, Fotograf, Gestalter und Innenarchitekt

### Brauchtum
Im niederländischen Brauchtum ist der Zwarte Piet (‚Schwarze Peter‘) der Helfer von Sinterklaas (Nikolaus), vergleichbar dem Knecht Ruprecht.